# アイサン
アイサン (iceane) は、12個の炭素原子が水の結晶のように配置したかご型の炭化水素である。3つのふね型シクロヘキサンが4つのアキシアル位で結合したような構造をしている。2つのいす型シクロヘキサンが3か所で結合した形とみることもできる。
名称は氷中の水分子の配列について研究していたルイス・フィーザーによって提案された。初めてアイサンが合成される10年前のことであった。彼は、3つの垂直な舟型の六角形がエカトリアル位で3ヶ所水素結合した氷中の水分子の配列に対応した炭化水素を示し、水と構造が似ていることからアイサンと名付けた。別名のウルツィタン（wurtzitane）は、硫化亜鉛鉱物の一つウルツ鉱（wurtzite）とも構造が似ていることから付けられた。